# Mycetophila rubensis
Mycetophila rubensis är en tvåvingeart som beskrevs av Duret 1981. Mycetophila rubensis ingår i släktet Mycetophila och familjen svampmyggor. Inga underarter finns listade i Catalogue of Life.